# 文韞
文韞（1846年—？），清朝政治人物。
同治年間，擔任通判，后升任直隸州知州。光緒十九年，任長春府知府。光緒二十年，署吉林分巡道。光緒二十六年，署吉林府知府。次年，署吉林分巡道。光緒三十年，奉錦山海關道。